# Столкновение с бабочкой
«Столкновение с бабочкой» — роман писателя и сценариста Юрия Арабова 2014 года, написанный в жанре альтернативной истории, которую сам автор охарактеризовал как утопию. Первая публикация — в первом и втором номерах журнала «Октябрь» за 2014 год. 
По словам автора, замысел романа возник у него после того, как режиссёр Владимир Хотиненко предложил ему написать сценарий о Николае II. Книга удостоена петербургской премии имени Гоголя. Режиссёр Сергей Чехов поставил по нему одноимённый спектакль.

## Сюжет
В книге рассказана альтернативная история революции 1917 года, в которой Николай II 2 марта 1917 года не отрекается от престола, а возвращается в Петроград, организует тайную встречу с кайзером Вильгельмом II в Финляндии и склоняет его к перемирию, а затем заключает союз с большевиками и Лениным — будущим главой правительства.
В этой истории в Екатеринбурге в Ипатьевском доме была расстреляна не царская семья, а участники заговора против Ленина, в числе которых оказываются Свердлов и Сталин.
В 1922 году, после принятия новой экономической политики Троцкий приезжает в Горки к больному Ленину, чтобы тот отпустил его в отставку. Он желает уехать в США, чтобы попытаться устроить революцию там. Окончание романа приходится на 1929 год. НЭП продолжает действовать, Ленин — жив, и, как с удовольствием отмечает Николай II, превратился из пламенного революционера в умеренного коррупционера. Императору снится сон, в котором он видит события нашей настоящей истории: отречение, расстрел царской семьи, гражданскую войну, сталинизм…